# Terényi István
Terényi István, 1943-ig Bartl István Rezső (Budapest, 1913. január 2. – Budapest, 1973. november 2.) kiadói szerkesztő, műfordító.

## Élete
Bartl István és Sztrokota Ilona (1893–1930) fiaként született. Apja az első világháborúban az olasz harctéren hősi halált halt. Középiskolai tanulmányait a Budapesti Evangélikus Gimnáziumban (1923–1931) végezte, majd a budapesti Pázmány Péter Tudományegyetem Bölcsészettudományi Karának hallgatója volt. Tanári oklevelét 1942-ben nyerte el. 1945–1947 között hadifogoly volt a Szovjetunióban. Hazatérése után a Szikra Könyvkiadónál dolgozott felelős szerkesztőként. 1957-től, a Gondolat Kiadó megalakulásától haláláig a kiadó felelős szerkesztő-fordítója volt. Ógörög, latin, francia, német, olasz, orosz, angol, spanyol és svéd szerzők műveit ültette át magyar nyelvre. Halálát szív és keringési elégtelenség okozta.
Felesége Luczik Valéria volt, akit 1940-ben Budapesten vett nőül.
Az Óbudai temetőben nyugszik.

## Művei
- Idegen szavak szótára (összeállította és szerk., Budapest, 1951. 3. kiadás)
- Utószó Phaedrus: Mesék című kötetéhez (Budapest, 1969)

### Műfordításai
- B. Sztyepanov: A vezető kolhózkáderek nevelése (Budapest, 1949)
- Makarov, V. N.: Természetvédelem a Szovjetunióban (Budapest, 1950)
- Gluıščenko, Ivan Evdokimovič: T. D. Lüszenko - a kiváló szovjet tudós (Budapest, 1950)
- Kautsky, Karl: A szocializmus előfutárai. Hollósi Tiborral. Bev. Székely György (Budapest, 1950)
- Ilʹin, Mihail: A természet meghódítása (Budapest, 1951)
- Cathala, Jean: Francia diplomaták a béke ellen (Budapest, 1951)
- Merkulêva, K: A bőség országa : a mezőgazdaság és a könnyűipar a háború utáni sztálini ötéves tervben (Budapest, 1951)
- Potemkin, F. V.: A júliusi monarchia Franciaországban : 1830-1848 (Budapest, 1951)
- Fiš, Gennadij Semenovič: Szovjet emberek (Budapest, 1951)
- Šanʹko, B. D.: Vitorlással két óceánon át. Ill. Muray Róbert (Budapest, 1954)
- Spangenberg, E. P.: Egy vadász naplójából (2. kiadás, Budapest, 1955)
- Fraerman, R.: Golovnyin kapitány élete és kalandjai. Ill. Szecskó Tamás (Budapest, 1955)
- Traven, Bruno: Híd a dzsungelben (Budapest, 1958)
- Bonsels, Waldemar: Maja, a méhecske (Budapest, 1958)
- Brecht, Bertolt: Julius Caesar úr üzletei : regénytöredék. Utószóval ell. Walkó György, ill. Varga Győző (Budapest, 1959)
- Caudwell, Christopher: Illúzió és valóság : a költészet forrásainak vizsgálata (Budapest, 1960)
- Sedlmayr, Hans: A modern művészet bálványai. Bev. Bortnyik Sándor (Budapest, 1960)
- Lamb, Harold: Világhódító Nagy Sándor (Budapest, 1961)
- Lukov, Grigorij Domânovič: A katonai tevékenység lélektani kérdései (Budapest, 1961)
- Mireaux, Émile: Mindennapi élet Homérosz korában (Budapest, 1962)
- Kühn, Bodo: Gutenberg mester (regény, Budapest, 1963)
- Flynn, Elizabeth Gurley: Börtönélményeim (Budapest, 1964)
- Stelʹmah, Mihajlo Panasovič: A nagy rokonság. Ford. Brodszky Erzsébettel. (Budapest, 1964)
- Sandburg, Carl: Abraham Lincoln (Budapest, 1965)
- Collotti, Enzo: A náci Németország : a Weimari Köztársaságtól a hitleri birodalom bukásáig (Budapest, 1965)
- Bisschop, Eric de: A Tahiti-Nui első expedíciója : Tahiti - Santiago de Chile : 1956. nov. 6- 1957. máj. 28. (Budapest, 1966)
- Hérodotosz: A görög-perzsa háború : részletek. Utószó Ferenczy Endre (Budapest, 1967)
- Warmington, Brian Herbert: Karthágó (Budapest, 1967)
- Konev, Ivan Stepanovič: A negyvenötös esztendő (Budapest, 1968)
- Leuenberger, Hans: A kolibri irányában : mexikói útiképek (Budapest, 1968)
- Jakovlev, Aleksandr Sergeevič: Szárnyak, emberek : egy repülőgéptervező feljegyzései. Ford. Nyírő Józseffel. (Budapest, 1968)
- Chichester, Francis: A magányos víz meg az ég : [önéletrajz]. Ford. Vajda Endrével és Vámosi Pállal (Budapest, 1968)
- Bradford, Ernle: A megtalált Odüsszeusz (Budapest, 1969)
- Novak, Terentij Fedorovič: A jelszót kevesen ismerik. Ford. Nyírő Józseffel (Budapest, 1969)
- Graves, Robert: Jézus király (2. kiadás: Budapest, 1969; 3. kiadás, Budapest, 1971)
- Grečko, Andrej Antonovič: Harc a Kaukázusért. Ford. Auer Kálmánnal és Sörös Lajossal (Budapest, 1970)
- Chaunu, Pierre: A klasszikus Európa (Budapest, 1971)
- Murphy, Dervla: Öszvérrel Etiópiában (Budapest, 1971)
- Hoffmann, Wilhelm: Hannibal (Budapest, 1971)
- Bellonci, Maria: Lucrezia Borgia élete és kora. Ford. Lontay László; versford. Terényi István, Tótfalusi István. (Budapest, 1971, 2. kiadás : Budapest, 1978)
- Feuchtwanger, Lion: A zsidó háború (Budapest, 1972)
- Gaulle, Charles de: Háborús emlékiratok (Budapest, 1973)
- Friedenthal, Richard: Luther élete és kora (Budapest, 1973)
- Berton, Pierre: Aranyláz Alaszkában : Klondike (Budapest, 1973)
- Stacton, David: Bonaparték (Budapest, 1975)
- Robertson, Dougal: Hajótörött család a vad tengeren. Ford. Hegedűs Huberttel. (Budapest, 1975)
- Graves, Robert: Héber mítoszok : a Genezis könyve (Szeged, 1996)